# American Line

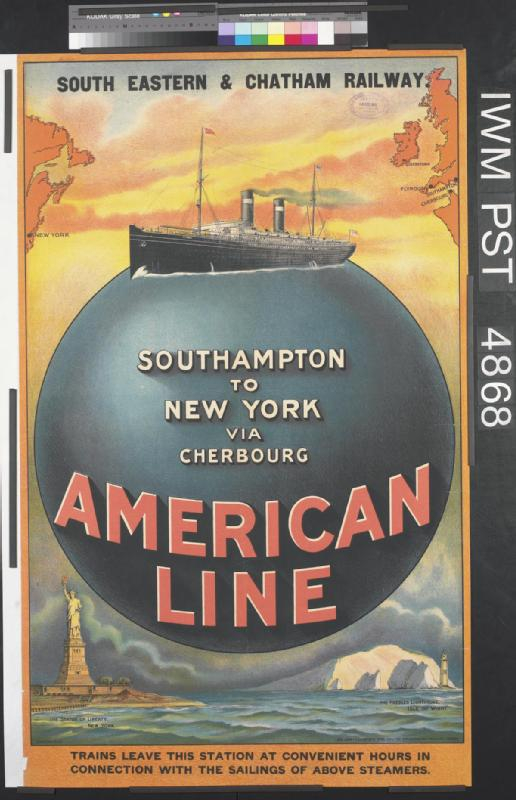
Reclameposter van American Line

American Line werd opgericht als de American Steamship Company in 1872 en is gevestigd in Philadelphia. Het begon als een onderdeel van de Pennsylvania Railroad Company. De eerste vier schepen van het bedrijf waren stoomschepen: de Ohio, de Pennsylvania, de Indiana en de Illinois, allemaal van dezelfde afmetingen. 
In 1884 werd het bedrijf onderdeel van de International Navigation Company of Philadelphia, eigenaars van Red Star Line. Het bedrijf behield zijn naam en de schepen bleven onder Amerikaanse vlag varen. Door continue uitbreiding van het bedrijf werden de nieuwe schepen in Engeland gebouwd en voeren ze onder Engelse of Belgische vlag. 
In 1893 werd de hand gelegd op Pier 14, de grootste pier van New York voor de American Line Service. De nieuwe pier beschikte over een tweede verdieping zodat de passagiers en de bagage gescheiden bleven.
In 1902 werd het bedrijf een deel van de International Navigation Company, waar de American Line over het algemeen het verkeer afhandelde tussen de Amerikaanse havens van Philadelphia en New York en de Britse havens van Liverpool en Southampton. Zusterbedrijf Red Star Line behandelde het verkeer tussen Amerika en het Europese vasteland, voornamelijk via Antwerpen, België. De belangrijkste directeur was Clement Griscom, die het bedrijf leidde van 1888 tot 1902. Tijdens haar bestaan was het bedrijf de grootste Amerikaanse rederij. De enige concurrentie kwam van de kleinere, in Baltimore gelegen Atlantic Transport Lines. Dit verschil was echter verwaarloosbaar, want alle Amerikaanse rederijen werden overschaduwd door Britse bedrijven zoals de White Star Line of Cunard Line en Duitse rederijen zoals HAPAG.

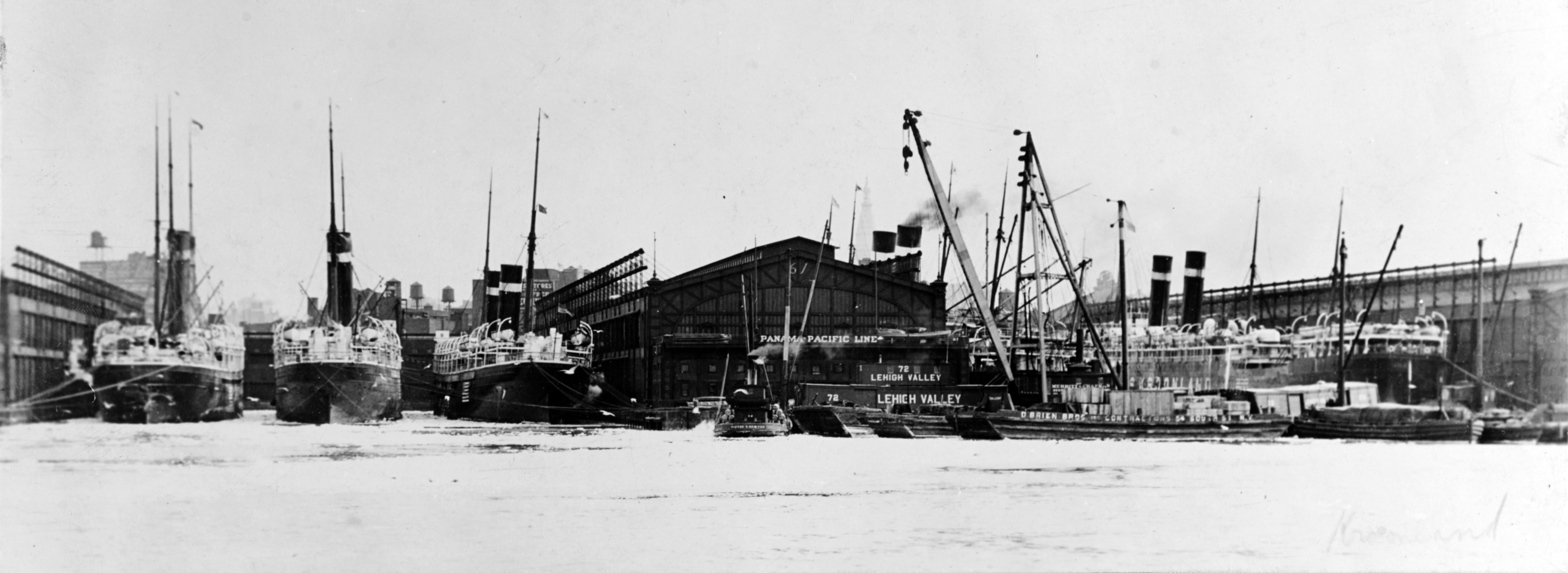
American Line stoomschepen aangelegd in New York (1917)

Het bedrijf werd veel groter toen het in 1886 de Inman Line overnam. In 1902 besloot Griscom zijn bedrijf samen te voegen met een aantal andere rederijen om de International Mercantile Marine Company te vormen. De Amerikaanse naam bleef bestaan onder de IMM-vlag, maar het duurde tot de crisis van de jaren 30 dat de Amerikaanse delen van de samensmelting wederom uitsluitend onder de Amerikaanse vlag vielen, deze keer in de onder de naam van de United States Lines.
In 1892 zorgde een Act of Congress ervoor dat twee grote schepen van het Britse Inman Line, in bezit van de International Navigation Company, onder de Amerikaanse vlag kwamen voor American Line.

## Routes
- 1873-1884  Philadelphia - Queenstown - Liverpool
- 1892-1925  Philadelphia - Queenstown - Liverpool
- 1893-0000 New York - Southampton.
- 1902-1925  Regelmatige reizen van andere Amerikaans oost kust havens naar Europa.
- 1914-0000 New York - Southampton dienst geschrapt door oorlog and New York - Liverpool werd vervangen.
- 1920-0000 New York - Plymouth - Cherbourg - Southampton opnieuw opgenomen maar Southampton werd kort daarna vervangen door Hamburg.

## Schepen
- Abbotsford
- Belgenland
- Berlin
- Black Arrow
- British Crown
- British Empire
- British King
- British Prince
- British Princess
- British Queen
- Celtic
- City of Chester
- City of Bristol
- City of Limerick
- City of New York
- Dominion
- Eten
- Finland
- Friesland
- Germanic
- Haverford
- Illinois
- Indiana
- Italia
- Kenilworth
- Kensington
- Kroonland
- Lord Clive
- Lord Gough
- Manchuria
- Merion
- Minnekahda
- Mongolia
- Noordland
- Ohio
- Paris
- Pennland
- Pennsylvania
- Philadelphia
- Rhynland
- Russia
- St Louis
- St Paul
- Sarmatian
- Sicily
- Southwark
- Vaderland
- Waesland
- Westernland